# Krościenko Wyżne (gmina)
Krościenko Wyżne est une gmina rurale du powiat de Krosno, Basses-Carpates, dans le sud-est de la Pologne. Son siège est le village de Krościenko Wyżne, qui se situe environ 5 km à l'est de Krosno et 42 km au sud de la capitale régionale Rzeszów.
La gmina couvre une superficie de 16,33 km2 pour une population de 5 179 habitants.

## Géographie
La gmina inclut les sołectwa de Krościenko Wyżne et Pustyny.
La gmina borde la ville de Krosno et les gminy de Haczów, Korczyna et Miejsce Piastowe.